# Dorylus fulvus
Dorylus fulvus é uma espécie de formiga do gênero Dorylus.